# Propadien
Propadien je organsko jedinjenje sa formulom . Ono je najjednostavniji alen, jedinjenje sa spojenim C=C dvostrukim vezama. Propadienovo uobičajeno ime je alen. Kao sastojak MAPP gasa, on se koristi kao gorivo za specijalizovano varenje.

## Produkcija i ekvilibrijum sa propinom
Alen postoji u ravnoteži sa propinom. Ova mešavina se još naziva MAPD po: metil acetilen (alternativno ime propina)-propadien: